# Giovanni Paparoni
Giovanni Paparoni (anche Paperoni o Papareschi) (Roma, ... – Roma, 1158 circa) è stato un cardinale italiano.

## Biografia
Di nobile famiglia romana, fu suddiacono apostolico durante il pontificato di papa Innocenzo II; in questa veste firmò una bolla papale il 22 aprile 1138. Fu creato cardinale-diacono di Sant'Adriano al Foro nel concistoro del 17 dicembre 1143 da papa Celestino II. Sottoscrisse le bolle papali tra il 14 febbraio e l'8 marzo 1144; tra il 15 marzo 1144 e il 31 gennaio 1145; tra il 5 aprile 1145 e il 13 gennaio 1151.
Partecipò all'elezione papale del 1144, che elesse papa Lucio II. Partecipò all'elezione papale del 1145, che elesse papa Eugenio III. Il 2 marzo 1151 optò per l'ordine dei cardinali-presbiteri e per il titolo di San Lorenzo in Damaso. Sottoscrisse le bolle papali emesse tra il 30 marzo 1151 e il 16 giugno 1153 e tra il 31 ottobre 1153 e il 24 gennaio 1154.